# Niger (Schiff, 1893)
Die fünfte HMS Niger der Royal Navy war ein 1893 fertiggestelltes Torpedo-Kanonenboot. Die Niger gehörte zu der elf Boote umfassenden Alarm-Klasse.
Wie etliche andere Boote der Klasse und des Typs wurde das Boot 1909 zum Minensuchboot umgerüstet. Niger ging im Ersten Weltkrieg schon am 11. November 1914 verloren. Das deutsche U-Boot U 12 unter Walter Forstmann torpedierte die Niger vor Deal in der Straße von Dover. Es war die erste Versenkung eines feindlichen Kriegsschiffs durch ein deutsches Schiff, das von den in Flandern gewonnenen Stützpunkten ausgelaufen war.

## Baugeschichte
Die Niger war eines der drei Boote der Klasse, die von Barrow Shipbuilding gefertigt wurden. Ihre Kiellegung war am 17. September 1891, der Stapellauf am 17. Dezember 1892 erfolgt. Abgeliefert wurde die Niger am 25. April 1893.

## Einsätze derNiger
Die Niger gehörte zu den Booten der Alarm-Klasse, die am 26. Juni 1897 an der Flottenparade im Spithead anlässlich des 60-jährigen Thronjubiläums von Königin Victoria teilnahmen.
1900 fand eine Grundüberholung des Bootes bei Palmers in Jarrow statt, bei der das Boot eine neue Antriebsanlage mit Wasserrohrkesseln der Bauart Reed erhielt. Das Boot wurde ab 1903 von der Torpedoschule HMS Vernon in Portsmouth als Trainingsschiff genutzt. Auch die Umrüstung zu einem Minensucher 1909 veränderte die Nutzung des Bootes bis 1914 nicht.
Nach Ausbruch des Weltkriegs verlegte die Niger, wie die bei der Navigationsschule eingesetzte Torpedokanonenboote Dryad und Harrier der Dryad-Klasse, in die Downs, um die dort stattfindende Kontrolle neutraler Schiffe nach Konterbande zu sichern. Diese Aufgabe nahm das Boot auch noch Anfang November 1914 wahr.

## Der Untergang derNiger
Die Niger lag etwa zwei Meilen vor der Pier von Deal vor Anker, als sie um die Mittagszeit des 11. Novembers 1914 von dem deutschen Unterseeboot U 12 torpediert wurde und sank. Das Boot lag nahe der Kontrollzone, wo Boote Kommandos zu den zu kontrollierenden Schiffen brachten. In der Nähe war auch das Kanonenboot Harrier vor Anker gegangen.
Gegen Mittag ertönte eine Explosion und schwarzer Rauch stieg von der Niger auf. Vom Ufer aus beobachteten zahlreiche Personen, wie das Schiff zu sinken begann. Bei starkem Wind und rauer See fuhren etwa 100 Boote auf die Niger zu, um der Besatzung Hilfe zu leisten, und nahmen die Überlebenden an Bord. Etwa 20 Minuten nach der Explosion sank das Schiff. Einige der Überlebenden, die beim Mittagessen überrascht worden waren und zum Teil nur leicht bekleidet waren, wurden ins Royal Marine Hospital gefahren. Ein Teil kam bei Helfern in Deal unter, 30 wurden nach Ramsgate weitertransportiert. Muir sagte aus, er habe den Torpedo sehen können, der sein Schiff zerstört habe, machte aber zumindest unmittelbar nach der Versenkung der Niger keine weiteren Angaben. Ein kleineres Schiff unter niederländischer Flagge hatte zwei oder drei Tage in der Nähe der Niger geankert und war kurz vor deren Torpedierung bei eigentlich ungeeignetem Wetter auf die See hinausgefahren. Es wurde spekuliert, dass dieses Fahrzeug unter falscher Flagge unterwegs gewesen war und vielleicht die Bewegungen des deutschen U-Boots gedeckt hatte.
Alle Offiziere und 77 Mann der Besatzung überlebten den Untergang. 15 Mann konnten nicht gerettet werden (andere Quellen nennen keine bzw. einen einzigen menschlichen Verlust). Der bei der Explosion schwer verletzte Kommandant, Lieutenant-Commander Arthur Thomas Muir, blieb auf der Brücke, bis alle anderen Besatzungsmitglieder das Schiff verlassen hatten.

### Sonstiges
Die Niger war das erste Schiff, das der U-Boot-Kommandant Walter Forstmann versenkte. Forstmann gehörte zu den erfolgreichsten Kommandanten der Kaiserlichen Marine im Ersten Weltkrieg.
Es war auch die erste Versenkung eines alliierten Kriegsschiffs durch ein im besetzten Flandern stationiertes deutsches Schiff.
Zum Zeitpunkt der Torpedierung war die Niger das Führungsschiff des Verbandes, der die Kontrolle passierender Schiffe durchzuführen hatte. Dieser wurde von Geoffrey Basil Spicer Simson befehligt, der später durch den Transport zweier Kriegsschiffe zum Tanganjikasee bekannt wurde.
Spicer Simson, der vor wenigen Wochen dieses Kommando übernommen hatte, befand sich zum Zeitpunkt der Torpedierung nicht an Bord, sondern speiste in Damengesellschaft in einem Hotel in Deal.
Das Wrack der Niger liegt auf Position 51° 13′ 14″ N, 1° 26′ 24″ O in einer Tiefe von 12 bis 14 Metern und ist mitunter Ziel von Wracktauchern.